# Chlorophorus assimilis
Chlorophorus assimilis är en skalbaggsart som först beskrevs av Hope 1831.  Chlorophorus assimilis ingår i släktet Chlorophorus och familjen långhorningar.
Artens utbredningsområde är Nepal. Inga underarter finns listade i Catalogue of Life.